# Aragón (rivier)

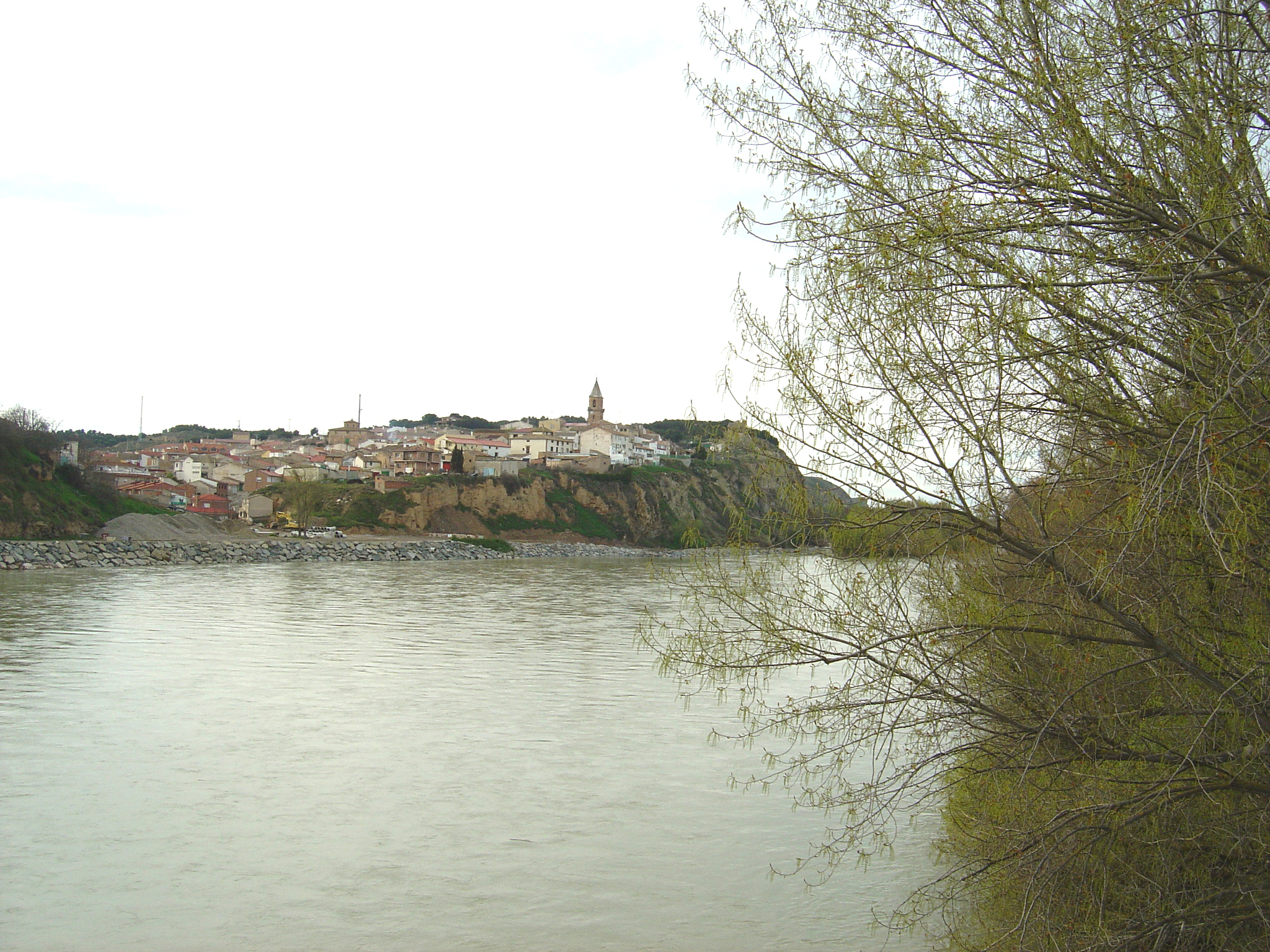
De Aragón bij het plaatsje Milagro.

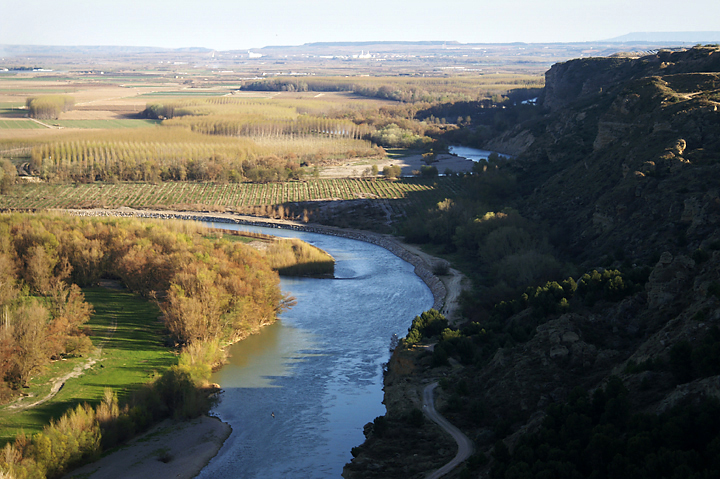
De rivier stroomt langs het ravijn van Peñalén, waar de rivier Arga zich samenvoegt met de Aragón

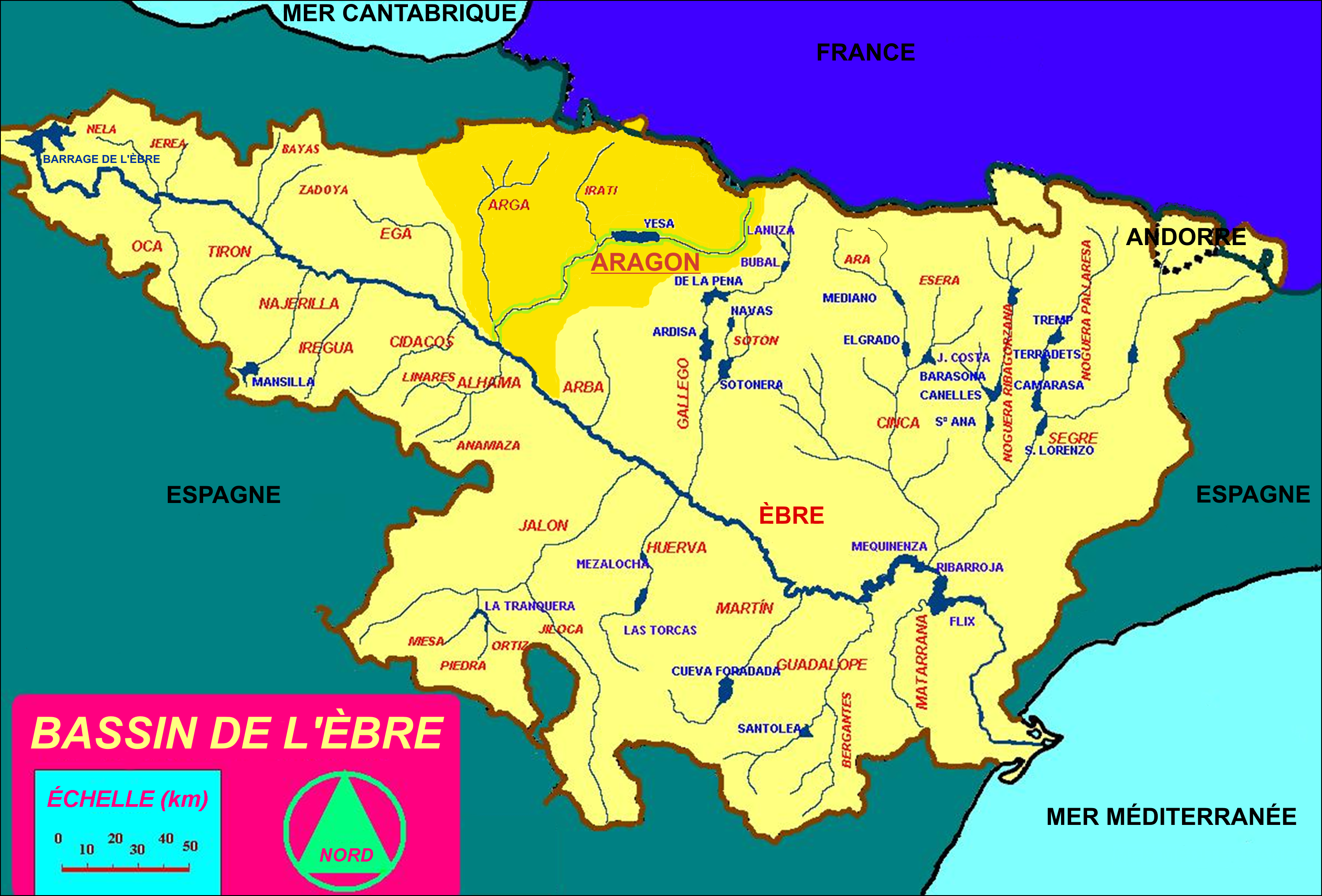

De Aragón is een 195 kilometer lange Spaanse rivier, een zijrivier van de Ebro.
De Aragón ontspringt op 2050 meter hoogte bij Astún in de provincie Huesca, niet ver van de grens tussen Spanje en Frankrijk.
De stroom wordt onderbroken door het stuwmeer van Yesa, dat een capaciteit heeft van 470 hm³. Jaarlijks wordt 700 hm³ water gebruikt voor irrigatie, meer dan de helft van het water dat het stuwmeer jaarlijks bereikt. Het water wordt afgevoerd via het Canal de Bardenas dat een lengte heeft van 139 km en dat uitmondt in de rivier Gállego in Ardisa.
De rivier loopt door Jaca en Sangüesa in Navarra om uit te monden in de Ebro bij de plaats Milagro.
Het graafschap Aragón en later het koninkrijk Aragón werden naar de rivier vernoemd.
- Library of Congress Control Number: sh96002526
- Nationale Bibliotheek van Israël: 987007544588505171
- Virtual International Authority File: 316431182